# Rosa boissieri
Rosa boissieri — вид рослин з родини розових (Rosaceae); поширений у західній Азії й на Північному Кавказі.

## Поширення
Поширений у Туреччині, північному Ірані, Азербайджані, Вірменії, Грузії, на Північному Кавказі (Росія).